# Омска област
Омска област е субект в състава на Руската Федерация, в Сибирския федерален окръг. Площ 141 140 km2 (28-о място по големина в Руската Федерация, 0,82% от нейната площ). Население на 1 януари 2018 г. 1 904 102 души (25-о в Руската Федерация, 1,33% от нейното население). Административен център е град Омск. Разстояние от Москва до Омск 2555 km.

## Историческа справка
Първият руски град в региона и един от първите в Сибир е град Тара основан през 1594 г. През 1669 г. градът е преместен на ново място. През 1716 г. е основано зимовище (острог), на мястото на което през 1768 г. е построено военно укрепление, а през 1782 г. официално е признато за град Омск. Петнадесет години по-късно, през 1797 г. градът е понижен в статут на селско селище, но през 1804 г. отново е преобразуван в град. Сега Омск е вторият по големина град в Азиатската част на Русия (Сибир) след Новосибирск. През 1762 г. е основано селището Тюкалинск, което през 1878 г. е утвърдено за град. Останалите три града в областта са преобразувани в такива през ХХ в. Омска област е образувана на 7 декември 1934 г. от части на Челябинска област и бившите Западносибирски край и Об-Иртишка област.

## Географска характеристика

### Географско положение, граници, големина
Омска област се намира в югозападната част на Азиатската Русия, в Сибирския федерален окръг. На запад и север граничи с Тюменска област, на североизток – с Томска област, на изток – с Новосибирска област, а на юг – с Казахстан. В тези си граници заема площ от 141 140 km2 (28-о място по големина в Руската Федерация, 0,82% от нейната площ).

### Релеф
Областта е разположена в южната част на Западносибирската равнина по средното течение на река Иртиш (ляв приток на Об) и включва по-малките Тара-Туйска, Долноиртишка, Ишимска, Западнобарабинска и Североказахстанска равнини. Повърхността представлява полегато-вълниста равнина с височина 100 – 140 m с типични дълги, полегати и ниски възвишения (гриви), разпространени предимно в южните райони, а в северните части се простират обширни заблатени пространства. Има множество безотточни падини и плитки езерни котловини.

### Климат
Климатът е континентален, умерено студен. Зимата е продължителна и сурова със средна януарска температура около -20 °C, а лятото е късо и топло със средна юлска температура около 20 °C. Годишната сума на валежите е 300 – 400 mm, като на юг количеството им намалява. Вегетационен период (минимална денонощна температура 5 °C) е 153 – 162 дни.

### Води
На територията на Омска област протичат 4230 реки (с дължина над 10 km) с обща дължина около 19 хил.km2. Те принадлежат към водосборния басейн на река Об и безотточни райони на Об-Иртишкото (на югоизток) и Ишим-Иртишкото (на югозапад и запад) междуречия. Главната река в региона е Иртиш (ляв приток на Об), която пресича цялата област от югоизток на северозапад на протежение над 1000 km. Нейни основни притоци са: Ом (долното течение), Тара (долното течение), Оша, Ишим (долното течение) и Демянка (най-горното течение). В крайната североизточна част протичат най-горните течение на реките Ягилъяха и Чертала, леви притоци на река Васюган, ляв приток на Об. Речната мрежа в областта е разпространена крайно неравномерно, като в северната част е много гъста, а в южната практически отсъства. Всичките реки са с равнинен характер – с много меандри, малък наклон и скорост на течението. Подхранването им е смесено с преобладаване на снежното, от 44 – 60% за реките в северната горска зона и до 60 – 80% за реките в южната лесостепна зона. Водният им режим се характеризира с продължително пролетно-лятно пълноводие и неустойчиво лятно-есенно маловодие. В южните части много от по-малките реки през лятото пресъхват. Замръзват в края на октомври или началото на ноември, а се размразяват през април или май.
В Омска област има над 5 хил. езера с обща площ около 1750 km2, като над 2,6 хил. от тях са с площ над 10 дка. Разпределението им по територията на областта е неравномерно. Най-много са в централните ѝ части, покрай левия бряг на река Иртиш и в Барабинската низина. Много от езерата в южната част имат временен характер и се появяват само през пролетта. По произход са: крайречни (основно в северната част, по долината на река Иртиш), блатни (в Долноиртишката равнина), котловинни (предимно временни, в северните части на Ишимската равнина и в Барабинската низина), реликтови (по древните речни долини в южната част на Ишимската равнина) и други. Най-големите естествени езера в Омска област са: Салтаим, Тенис и Ик (сладководни, в северната част на Ишимската равнина), Ебейти (солено, в южната част на Ишимската равнина) и други. Блатата и заблатените земи заемат 14,36% от територията на областта – 20 268 km2, като на североизток е разположена западната част на една от най-големите блатни системи в света – Голямото Васюганско блато.

### Почви, растителност, животински свят
В почвената покривка преобладават черноземните (23,6%), блатните (21%), солонците и засолените почви (15,6%), подзолистите (13,3%), солодите (7,3%), ливадните (5,8%), сивите горски (5,7%), ливадно-подзолистите (3,6%). Най-благоприятни и най-усвоени са черноземните почви, които заемат 3,3 млн. ха.
По характера на растителната покривка голяма част от територията на областта се отнася към лесостепната и степната зона, а северната част – в горската (иглолистна) зона. Горите и храстите заемат над 1/4 от територята на областта, като основните дървесни видове са: кедър, смърч, ела, бреза и осика. На юг горската зона на смесените гори постепенно преминава в доната на широколистните гори (брезово-осикови гори), а още по̀ на юг – в лесостепната зона.
Животинския свят в горската зона е представен от бялка, хермелин, лисица, северен елен, лос, сърна, вълк, мечка; в лесостепната – лисица, заек, лалугер. По реките и езерата през летния сезон гнездят множество патки, гъски и други прелетни птици.

## Население
На 1 януари 2018 г. населението на Омска област наброява 1 959 822 души (25-о в Руската Федерация, 1,33% от нейното население). Гъстота 13,88 души/km2. Градско население 73,05%. При преброяването на населението на Русия през 2010 г. етническият състав на областта е следния: руснаци 1 648 097 души (85,8%), казахи 78 303 (4,1%), украинци 51 841 (2,7%), немци 50 055 (2,6%, татари 41 870 (2,2%) и др.

## Административно-териториално деление
В административно-териториално отношение Омска област се дели на 1 областен градски окръг, 32 муниципални района, 6 града, всичките с областно подчинение и 21 селища от градски тип.
| Административна единица      | Площ (km2) | Население (2018 г.) | Административен център | Население (2018 г.) | Разстояние до Омск (в km) | Други градове и сгт с районно подчинение |
| ---------------------------- | ---------- | ------------------- | ---------------------- | ------------------- | ------------------------- | ---------------------------------------- |
| Областни градски окръзи      |            |                     |                        |                     |                           |                                          |
| 1. Омск                      | 573        | 1 178 391           | гр. Омск               | 1 178 391           |                           |                                          |
| Муниципални райони           |            |                     |                        |                     |                           |                                          |
| 1. Азовски немски национален | 1400       | 25 317              | с. Азово               | 5997                | 30                        |                                          |
| 2. Болшереченски             | 4332       | 25 737              | сгт Болшерече          | 10 427              | 200                       |                                          |
| 3. Болшеуковски              | 9500       | 7360                | с. Болшие Уки          | 3968                | 292                       |                                          |
| 4. Горковски                 | 2990       | 20 082              | сгт Горковское         | 5451                | 92                        |                                          |
| 5. Знаменски                 | 3651       | 11 475              | с. Знаменское          | 5294                | 351                       |                                          |
| 6. Исилкулски                | 2789       | 40 298              | гр. Исилкул            | 23 151              | 145                       |                                          |
| 7. Калачински                | 2840       | 39 767              | гр. Калачинск          | 22 781              | 88                        |                                          |
| 8. Колосовски                | 4753       | 11 286              | с. Колосовка           | 5313                | 254                       |                                          |
| 9. Кормиловски               | 1908       | 25 367              | сгт Кормиловка         | 9783                | 50                        |                                          |
| 10. Крутински                | 5721       | 15 666              | сгт Крутинка           | 6878                | 185                       |                                          |
| 11. Любински                 | 3281       | 38 186              | сгт Любински           | 10 435              | 45                        | Красни Яр                                |
| 12. Маряновски               | 1652       | 27 602              | сгт Маряновка          | 8720                | 47                        |                                          |
| 13. Москаленски              | 2478       | 28 303              | сгт Москаленки         | 9271                | 86                        |                                          |
| 14. Муромцевски              | 6661       | 21 740              | сгт Муромцево          | 10 350              | 250                       |                                          |
| 15. Називаевски              | 5874       | 21 179              | гр. Називаевск         | 11 249              | 149                       |                                          |
| 16. Нижнеомски               | 3354       | 14 218              | с. Нижная Омка         | 4821                | 121                       |                                          |
| 17. Нововаршавски            | 2218       | 22 924              | сгт Нововаршавка       | 6093                | 150                       | Болшегривское                            |
| 18. Одески                   | 1800       | 17 721              | с. Одеское             | 6148                | 101                       |                                          |
| 19. Оконешниковски           | 3085       | 13 497              | сгт Оконешниково       | 4825                | 129                       |                                          |
| 20. Омски                    | 3591       | 100 694             | с. Ростовка            | 5518                | 14                        | Чернолучински                            |
| 21. Павлоградски             | 2494       | 18 778              | сгт Павлоградка        | 7154                | 100                       |                                          |
| 22. Полтавски                | 2804       | 20 598              | сгт Полтавка           | 6860                | 146                       |                                          |
| 23.Руско-Полянски            | 3321       | 18 183              | сгт Руская Поляна      | 6171                | 160                       |                                          |
| 24. Саргатски                | 3731       | 18 742              | сгт Саргатское         | 8028                | 100                       |                                          |
| 25. Седелниковски            | 5221       | 10 299              | с. Седелниково         | 5316                | 378                       |                                          |
| 26. Таврически               | 2736       | 35 676              | сгт Таврическое        | 12 669              | 51                        |                                          |
| 27. Тарски                   | 15 700     | 45 145              | гр. Тара               | 28 116              | 302                       |                                          |
| 28. Тевризки                 | 9800       | 14 335              | сгт Тевриз             | 6893                | 453                       |                                          |
| 29. Тюкалински               | 6390       | 23 579              | гр. Тюкалинск          | 10 326              | 134                       |                                          |
| 30. Уст Ишимски              | 7886       | 11 601              | с. Уст Ишим            | 4802                | 538                       |                                          |
| 31. Черлакски                | 4279       | 28 905              | сгт Черлак             | 10 472              | 140                       |                                          |
| 32. Шербакулски              | 2322       | 20 031              | сгт Шербакул           | 6595                | 91                        |                                          |

|  | Тази страница частично или изцяло представлява превод на страницата „Административно-территориальное деление Омской области“ в Уикипедия на руски. Оригиналният текст, както и този превод, са защитени от Лиценза „Криейтив Комънс – Признание – Споделяне на споделеното“, а за съдържание, създадено преди юни 2009 година – от Лиценза за свободна документация на ГНУ. Прегледайте историята на редакциите на оригиналната страница, както и на преводната страница, за да видите списъка на съавторите. ВАЖНО: Този шаблон се отнася единствено до авторските права върху съдържанието на статията. Добавянето му не отменя изискването да се посочват конкретни източници на твърденията, които да бъдат благонадеждни. |

## Селско стопанство
Отглежда се едър рогат добитък, птици, свине, зърнени и фуражни култури, картофи, зеленчуци. В областта се занимават с пчеларство.
| хиляди хектара | 4384 | 3745 | 3463,2 | 2964,8 | 2964,8 | 2797,5 | 3029,4 |